# Efferia anomala
Efferia anomala är en tvåvingeart som först beskrevs av Luigi Bellardi 1861.  Efferia anomala ingår i släktet Efferia och familjen rovflugor. Inga underarter finns listade i Catalogue of Life.